# NGC 372
NGC 372 est un astérisme constitué de trois étoiles et situé dans la constellation des Poissons. NGC 372 est peut-être la nébuleuse NGC 370 observée par Heinrich d'Arrest en 1861.
Il a été enregistré par l'astronome irlando-danois John Dreyer en 1876.